# Thűnmún
Thűnmún (kínaiul: 屯門區, népszerű latin betűs átírással Tuen Mun) Hongkong egyik kerülete, mely az Új területek városrészhez tartozik. Itt található a Chingszán (Tsing Shan) monostor, a Chinglőng (Ching Loeng) apácazárda, a Tínhau (Tin Hau) templom, illetve a hongkongi Aranypart.